# 国防授权法案
国防授权法案（英語：National Defense Authorization Act，縮寫：NDAA）是一系列美国法律的名称，這些法律明确了美国国防部的年度预算和支出。第一個NDAA于1961年獲得國會通过。美国国会主要通过两个年度法案来监督国防预算：《国防授权法案》和《美國撥款法案》。

## 歷年法案
- 2012年度美國國防授權法
- 2018年度美國國防授權法（英语：National Defense Authorization Act for Fiscal Year 2018）
- 2019年度美國國防授權法
- 2020年度美國國防授權法（英语：National Defense Authorization Act for Fiscal Year 2020）
- 2021年度美國國防授權法
- 2022年度美國國防授權法
- 2023年度美國國防授權法
- 2024年度美國國防授權法
- 2025年度美國國防授權法

## 更多阅读
- 克里斯托夫·保卢森（Christophe Paulussen）， 《美国国家（页面存档备份，存于）反歧视法案》及其有争议的反恐规定 （国际反恐中心–海牙，2012年）（页面存档备份，存于）